# Anfernee Hardaway
Anfernee Deon "Penny" Hardaway (Memphis, 18 de julho de 1971) é um ex-basquetebolista e atual treinador estadunidense que atuava como armador na National Basketball Association (NBA). Atualmente, é o treinador principal da Universidade de Memphis.
Considerado alto para a posição (2.01 m), Penny alcançou seu maior sucesso entre os anos de 1993 e 1999, defendendo o Orlando Magic. O armador também atuou por Phoenix Suns, New York Knicks e Miami Heat, franquia pela qual se aposentou do basquete, em 2007. É considerado um dos maiores jogadores da história do Orlando Magic.

## Carreira

### Orlando Magic
Disputou basquete universitário pela Universidade de Memphis antes de ingressar na NBA, onde foi escolhido com a terceira escolha geral do draft de 1993 pelo Golden State Warriors, que o trocou para o Orlando Magic. Junto do pivô Shaquille O'Neal, Hardaway conduziu o Magic às primeiras finais da NBA de toda a história da franquia. Foi, em quatro anos consecutivos, votado para o Jogo das Estrelas da NBA, além de ter sido incluído, em duas ocasiões, no Melhor Quinteto da NBA.

## Seleção
Apesar de nunca ter conquistado um título da NBA, Penny é detentor de uma medalha de ouro com a Seleção Estadunidense de Basquetebol, conquistada nos Jogos Olímpicos de 1996. Em sua carreira, Hardaway apresentou médias de 15.0 pontos, 5.0 assistências e 1.6 roubo de bola por jogo.

## Estatísticas na NBA

### Temporada Regular
| Ano      | Equipe   | PJ  | PT  | MPJ  | AP   | 3P   | LL    | RT  | AS  | BR  | TO  | PPJ  |
| -------- | -------- | --- | --- | ---- | ---- | ---- | ----- | --- | --- | --- | --- | ---- |
| 1993-94  | Orlando  | 82  | 82  | 36.8 | .466 | .267 | .742  | 5.4 | 6.6 | 2.3 | 0.6 | 16.0 |
| 1994-95  | Orlando  | 77  | 77  | 37.7 | .512 | .349 | .769  | 4.4 | 7.2 | 1.7 | 0.3 | 20.9 |
| 1995-96  | Orlando  | 82  | 82  | 36.8 | .513 | .314 | .767  | 4.3 | 7.1 | 2.0 | 0.5 | 21.7 |
| 1996-97  | Orlando  | 59  | 59  | 37.6 | .447 | .318 | .820  | 4.5 | 5.6 | 1.6 | 0.6 | 20.5 |
| 1997-98  | Orlando  | 19  | 15  | 32.9 | .377 | .300 | .763  | 4.0 | 3.6 | 1.5 | 0.8 | 16.4 |
| 1998-99  | Orlando  | 50  | 50  | 38.9 | .420 | .286 | .706  | 5.7 | 5.3 | 2.2 | 0.5 | 15.8 |
| 1999–00  | Phoenix  | 60  | 60  | 37.6 | .474 | .324 | .790  | 5.8 | 6.3 | 1.6 | 0.6 | 16.9 |
| 2000-01  | Phoenix  | 4   | 4   | 28.0 | .416 | .250 | .636  | 4.5 | 3.8 | 1.5 | 0.3 | 9.8  |
| 2001-02  | Phoenix  | 80  | 56  | 30.8 | .418 | .277 | .810  | 4.4 | 4.1 | 1.5 | 0.4 | 12.0 |
| 2002-03  | Phoenix  | 58  | 51  | 30.6 | .447 | .356 | .794  | 4.4 | 4.1 | 1.1 | 0.4 | 10.6 |
| 2003-04  | Phoenix  | 34  | 10  | 25.8 | .443 | .400 | .857  | 2.9 | 2.9 | 0.8 | 0.2 | 8.7  |
| 2003-04  | New York | 42  | 4   | 29.0 | .390 | .364 | .775  | 4.5 | 1.9 | 1.0 | 0.3 | 9.6  |
| 2004-05  | New York | 37  | 0   | 24.2 | .423 | .300 | .739  | 2.4 | 2.0 | 0.8 | 0.1 | 7.3  |
| 2005-06  | New York | 4   | 0   | 18.0 | .286 | .000 | 1.000 | 2.5 | 2.0 | 0.5 | 0.0 | 2.5  |
| 2007-08  | Miami    | 16  | 8   | 20.3 | .367 | .421 | .889  | 2.2 | 2.2 | 1.2 | 0.1 | 3.8  |
| Carreira | Carreira | 704 | 558 | 33.7 | .458 | .316 | .774  | 4.5 | 5.0 | 1.6 | 0.4 | 15.2 |
| All-Star | All-Star | 4   | 4   | 24.5 | .625 | .417 | .833  | 3.7 | 6.0 | 1.0 | 0.0 | 13.7 |

### Playoffs
| Ano      | Equipe   | PJ | PT | MPJ  | AP   | 3P   | LL   | RT  | AS  | BR  | TO  | PPJ  |
| -------- | -------- | -- | -- | ---- | ---- | ---- | ---- | --- | --- | --- | --- | ---- |
| 1994     | Orlando  | 3  | 3  | 44.3 | .440 | .455 | .700 | 6.7 | 7.0 | 1.7 | 2.0 | 18.7 |
| 1995     | Orlando  | 21 | 21 | 40.4 | .472 | .404 | .757 | 3.8 | 7.7 | 1.9 | 0.7 | 19.6 |
| 1996     | Orlando  | 12 | 12 | 39.4 | .465 | .364 | .744 | 4.7 | 6.0 | 1.7 | 0.3 | 23.3 |
| 1997     | Orlando  | 5  | 5  | 44.0 | .468 | .367 | .741 | 6.0 | 3.4 | 2.4 | 1.4 | 31.0 |
| 1999     | Orlando  | 4  | 4  | 41.8 | .351 | .462 | .769 | 5.0 | 5.5 | 2.3 | 0.3 | 19.0 |
| 2000     | Phoenix  | 9  | 9  | 42.9 | .462 | .263 | .710 | 4.9 | 5.7 | 1.6 | 1.2 | 20.3 |
| 2003     | Phoenix  | 6  | 6  | 40.7 | .386 | .360 | .722 | 6.0 | 4.3 | 2.2 | 0.8 | 12.7 |
| 2004     | New York | 4  | 3  | 42.0 | .365 | .357 | .833 | 4.5 | 5.8 | 1.5 | 0.3 | 16.5 |
| Carreira | Carreira | 64 | 63 | 41.3 | .448 | .380 | .746 | 4.7 | 6.2 | 1.9 | 0.8 | 20.4 |

## Prêmios e Homenagens
- National Basketball Association:
  - 4x NBA All-Star: 1995, 1996, 1997, 1998;
  - 3x All-NBA Team:
    - Primeiro Time: 1995, 1996;
    - Terceiro Time: 1997;

  - NBA All-Rookie Team:
    - Primeiro Time: 1994;

  - MVP do Rookie Challenge: 1994;
- Seleção dos Estados Unidos:
  - Jogos Olímpicos:
    -  Medalha de Ouro: 1996

  - Número 25 aposentado pela Universidade de Memphis